# Caistor
Caistor är en stad och en civil parish i West Lindsey, Lincolnshire, England. Orten har 2 601 invånare (2001). Den har en kyrka.